# تحيز البنية التحتية
في الاقتصاد والسياسة الاجتماعية، يُعرف تحيُز أو انحراف أو ميل البنية التحتية بتأثير الموقع وتوافر البنية التحتية الموجودة مسبقاً، مثل الطرق ومرافق الاتصالات، على التنمية الاجتماعية والاقتصادية.
أما في جانب العلم، يعتبر تحيز البنية التحتية هو تأثير المقومات الاجتماعية أو العلمية الموجودة على الملاحظات والمشاهدات العلمية.
في علم الفلك وفيزياء الجسيمات، حيث يعمل توافر أنواع معينة من التلسكوبات أو مُسرِعات الجسيمات كقيد على أنواع التجارب التي يمكن إجراؤها، فتكون البيانات التي يمكن استرجاعها مُنحازة تجاه تلك التي يمكن الحصول عليها بواسطة المعدات.
يظهر التحيز الإجرائي، المرتبط بالتحيز في البنية التحتية، كمثال من خلال حالة أخذ عينات وراثية غير منتظمة من البطاطس البرية البوليفية. نتج عن تقرير ل 2000 حالة لأخذ عينات من الدراسات السابقة بأن 60٪ من العينات قد تم أخذها بالقرب من المدن أو الطرق، حيث سيكون 22٪ هو المتوسط، هل تم أخذ العينات عشوائيًا؟ (أو من نقاط متساوية، أو على مسافات متباينة على وجه التحديد من المدن، ممثل متوسط كثافة التضاريس).